# Artoriopsis klausi
Artoriopsis klausi is een spinnensoort in de taxonomische indeling van de wolfspinnen (Lycosidae).
Het dier behoort tot het geslacht Artoriopsis. De wetenschappelijke naam van de soort werd voor het eerst geldig gepubliceerd in 2007 door Volker W. Framenau.